# Alchemilla sericoneura
Alchemilla sericoneura é uma espécie de rosácea do gênero Alchemilla, pertencente à família Rosaceae.